# Türkiye Open Antalya 2011
Die Türkiye Open Antalya 2011 im Badminton fanden vom 13. Oktober bis zum 16. Oktober in Antalya, Türkei, statt. Das Preisgeld betrug 5.000 US-Dollar. Das Turnier hatte damit ein BWF-Level von 4B. Es war die erste Austragung dieser Titelkämpfe, welche nicht mit den Turkey International zu verwechseln sind.

## Finalresultate
| Disziplin    | Sieger                         | Finalist                           | Ergebnis            |
| ------------ | ------------------------------ | ---------------------------------- | ------------------- |
| Herreneinzel | Fabian Hammes                  | Murat Sen                          | 21:17, 21:11        |
| Dameneinzel  | Anne Hald                      | Özge Bayrak                        | 14:21, 21:9, 21:18  |
| Herrendoppel | Ben Stawski Paul van Rietvelde | Mikkel Mikkelsen Nikolaj Overgaard | 21:19, 21:13        |
| Damendoppel  | Gabriela Stoeva Stefani Stoeva | Alexandra Langley Lauren Smith     | 21:14, 16:21, 21:10 |
| Mixed        | Ben Stawski Lauren Smith       | Chris Coles Jessica Fletcher       | 21:19, 21:13        |